# Porobnice
Porobnice (Anthophorini) – plemię pszczół z rodziny pszczołowatych i podrodziny pszczoły właściwych.
U pszczół tych głaszczki wargowe mają człony pierwszy i drugi długie i spłaszczone, pierwszy jest znacznie dłuższy niż przyjęzyczek. Przednie skrzydła są u nasady nagie i mają małą, znacznie mniejszą od komórki marginalnej i często krótszą od prestigmy pterostygmę o równoległych bokach. Druga z ich komórek submarginalnych jest większa od pierwszej i ma dłuższą krawędź tylną. Żyłka radialna w tej parze skrzydeł bierze swój początek w pobliżu wierzchołka pterostygmy. Długość płata jugalnego w skrzydłach tylnej pary wynosi między ¼ a ½ długości ich wachlarza. W szczoteczkach na odnóżach samic dominują proste szczecinki, a pierzaste włoski obecne mogą być co najwyżej wzdłuż górnej krawędzi goleni. U nasady goleni, przynajmniej u samic, występują płytkowate wyrostki.
Takson kosmopolityczny.
Dotychczas opisano ponad 700 gatunków z plemienia porobnic, umieszczanych w 8 rodzajach:
- Amegilla Friese, 1897
- Anthophora Latreille, 1803 – porobnica[2]
- Deltoptila LaBerge & Michener, 1963
- Elaphropoda Lieftinck, 1966
- Habrophorula Lieftinck, 1974
- Habropoda Smith, 1854 – porożka[2]
- Pachymelus Smith, 1879
- †Protohabropoda Dehon & Engel – znany wyłącznie ze środkowego oligocenu